# Без тебя (телесериал)
Без тебя (исп. Sin ti) — мексиканская 90-серийная мелодрама 1997 года производства Televisa.

## Сюжет
Саграрио Молина — молодая женщина, являющаяся преподавателем биологии в частной школе для девушек, также в свободное от работы время она посещает в качестве репетитора для детей с раком. На плечи этой удивительной женщины легла тяжёлая ноша — её сестра Леонор рано овдовела и осталась одна со своими детьми — Пабло и Лупитой, которым Саграрио заменила отца. В школе она встречает Луиса Давида Лухана, бывшего журналиста а теперь учителя по литературе. В конце концов они поженились, но брак был недолговечным из-за того что ученица школы Мария Елена Исагирре поцеловала своего преподавателя и это привело к разводу Саграрио и Луиса Давида Лухана.

## Создатели телесериала

### В ролях
- Габриэла Риверо - Sagrario Molina
- Рене Стриклер - Luis David Luján
- Адамари Лопес - María Elena Ysaguirre
- Роберто Вандер - Guillermo Ysaguirre
- Саби Камалич - Dolores Vda. de Luján
- Иран Йори - Mercedes Heredia
- Рауль Маганья - Mauricio
- Габриэла Гольдсмит - Prudencia
- Франческа Гильен - Sandra
- Херман Гутьеррес - César
- Рени Варси - Abril
- Диана Гольден - Elena de Ysaguirre
- Лурдес Рейес - Ángeles Rubio-Castillo
- Исабель Андраде - Crescencia
- Ванесса Анхерс - Leonor Molina
- Росита Бушо - Irene
- Консуэло Дуваль - Gloria
- Ребека Манкита - Katy
- Марина Марин - Lía
- Карлос Брачо - Félix Guzmán
- Эванхелина Мартинес - Gertrudis
- Хусто Мартинес - Dr. Juárez
- Сервандо Манцетти - Nicolás Rubio-Castillo
- Мерседес Мольто - Brenda
- Карлос Монден - Profesor Prado
- Полли - Aurelia
- Адриана Рохо - Profesora Rojo
- Мирра Сааведра - Evelia
- Ариадне Вельтер - Tomasa
- Фернандо Саэнс - Mateo
- Луис Кабальеро - Omar
- Серхио Санчес - Amadeo
- Ядира Сантана - Angustias Durán de Rubio-Castillo
- Рикардо Вера - Lic. Gómez
- Лиса Вильерт - Profesora Torres
- Луис Майя - Pablito
- Монтсеррат де Леон - Lupita
- Присцилла Греко - Ana
- Марко Антонио Кальвильо - Baltazar
- Густаво Рохо - Don Nicolás "Nico" Rubio-Castillo
- Хулио Маннино - Beto
- Эктор Санчес - Eduardo
- Берта дель Кастильо - Dra. Zepeda
- Родольфо Лаго - Obregón
- Рената Флорес
- Тереса Туккио
- Жанетт Кандиани
- Абрахам Рамос

### Административная группа
- оригинальный текст: Инес Родена
- либретто с телевизионной версией: Габриэла Ортигоса
- литературные редакторы: Эстер Алисия Кабрера, Рикардо Фиальега
- литературный коородинатор: Хуан Карлос Техеда
- музыкальная тема заставки: Vuelve
- автор текста песни: Франко де Вита
- музыкальные арранжировщики: Роса Драко, К. К. Портер
- вокал: Рики Мартин
- художник-постановщик: Хуан Хосе Урбини
- начальники места проживания актёров: Мария Тереса Ортис, Мануэль Домингес
- художники по костюмам: Габриэла Кастельянос, Клаудия Лопес
- характеристика актёров: Лупелена Гоенече
- музыкальный координатор: Луис Альберто Дисайяс
- редакторы: Марко Родригес, Альфредо Хуарес
- начальники производства: Адриан Бастида, Ольга Родригес
- начальник съёмочной группы: Роса Мария Майя
- менеджер по производству: Сильвия Кано
- координатор производства: Игнасио Аларкон
- операторы-постановщики: Хильберто Масин, Альберто Родригес, Роберто Самора Сольдевилья
- режиссёры-постановщики: Марта Луна, Луис Эдуардо Рейес
- ассоциированный продюсер: Мария де Хесус Арельяно
- исполнительный продюсер: Анхельи Несма Медина

## Песня к музыкальной заставке
Vuelve (Рики Мартин)
| Оригинал песни | Перевод на русский язык |
| --- | ----------------------- |
| Algo me dice que ya no volveras estoy seguro que esta vez no habra marcha atras Despues de todo fui yo a decirte que no sabes bien que no es cierto estoy muriendo por dentro Y ahora es que me doy cuenta que sin ti no soy nada he perdido las fuerzas he perdido las ganas He intentado encontrarte en otras personas no es igual no es lo mismo nos separa un abismo Vuelve que sin ti la vida se me va oh, vuelve v que me falta el aire si tu no estas oh, vuelve nadie ocupara tu lugar v Sobra tanto espacio si no estas v no paso un minuto sin pensar sin ti la vida lentamente se me va Algo me dice ya no sirve de nada tantas noches en vela aferrado a mi almohada Si pudiera tan solo regresar un momento ahora es que te comprendo ahora es cuando te pierdo Vuelve que sin ti la vida se me va oh, vuelve que me falta el aire si tu no estas oh, vuelve nadie ocupara tu lugar Sobra tanto espacio si no estas no paso un minuto sin pensar sin ti la vida lentamente se me va a pesar que fui yo a decirte que no Sin embargo aqui sigo insistiendote que sin ti la vida se me va oh, vuelve que me falta el aire si tu no estas oh, vuelve nadie ocupara tu lugar Vuelve que sin ti la vida se me va oh, vuelve que me falta el aire si tu no estas oh, vuelve nadie ocupara tu lugar. |                         |

## Награды и премии

### Latin Billboard Music Awards
| Год  | Номинация                                | Персона     | Итоги премии |
| 1999 | Лучший альбом "Vuelve"                   | Рики Мартин | ПОБЕДА       |
| 1999 | Лучшая латиноамериканская песня "Vuelve" | Рики Мартин | ПОБЕДА       |

### Грэмми
| Год  | Номинация                                 | Персона     | Итоги премии |
| 1999 | Лучший латиноамериканский альбом "Vuelve" | Рики Мартин | ПОБЕДА       |

### Ritmo Latino Music Awards
| Год  | Номинация              | Персона     | Итоги премии |
| 1999 | Лучший альбом "Vuelve" | Рики Мартин | ПОБЕДА       |